# Sybra rouyeri
Sybra rouyeri är en skalbaggsart som beskrevs av Maurice Pic 1938. Sybra rouyeri ingår i släktet Sybra och familjen långhorningar. Inga underarter finns listade i Catalogue of Life.